# Nanoscale
Nanoscale is een internationaal, aan collegiale toetsing onderworpen wetenschappelijk tijdschrift op het gebied van de nanotechnologie.
Het wordt uitgegeven door de Royal Society of Chemistry en verschijnt maandelijks.
Het eerste nummer verscheen in 2009.